# Diego Espinel
Diego Espinel (Cúcuta, Norte de Santander, Colombia; 7 de diciembre de 1987) es un futbolista colombiano. Juega de volante mixto.

## Unión Magdalena
En el año 2009 fue uno de los jugadores más importantes del Unión Magdalena de la categoría Primera B colombiana.
Estadísticas Partidos Jugados en Unión Magdalena
| Año               | Segunda División | Copa Colombia | Total  |
| ----------------- | ---------------- | ------------- | ------ |
| 2008              | 33 PJ            | 12 PJ         | 45 PJ  |
| 2009              | 48 PJ            | 7 PJ          | 55 PJ  |
| Consolidado Total | 81 PJ            | 19 PJ         | 100 PJ |

## Clubes
| Club                | País      | Año         | Partidos | Goles |
| ------------------- | --------- | ----------- | -------- | ----- |
| Unión Magdalena     | Colombia  | 2008 - 2009 | 100      | 4     |
| Cúcuta Deportivo    | Colombia  | 2010 - 2011 | 50       | 4     |
| Deportivo La Guaira | Venezuela | 2012        | 34       | 1     |
| Ureña SC            | Venezuela | 2013        |          |       |
| Cúcuta Deportivo    | Colombia  | 2014 - 2015 | 89       | 1     |
| Deportivo Pereira   | Colombia  | 2016 - 2017 | 51       | 0     |
| Ureña SC            | Venezuela | 2018        | 1        | 0     |